# Hermonassa cymatonyx
Hermonassa cymatonyx là một loài bướm đêm trong họ Noctuidae.